# 酉陽直隸州
酉陽直隸州，清朝的直隸州。

酉陽州在四川省的位置（1820年）

清朝初年，仍為酉陽宣慰司，隸重慶府。雍正十二年（1734年）置黔彭直隸廳，以黔江縣、彭水縣二縣來屬，重慶府同知移駐黔彭直隸廳。雍正十三年（1735年）「改土歸流」，廢酉陽宣慰司，以其地劃歸黔彭直隸廳；改平茶洞長官司為秀山縣，往屬黔彭直隸廳。
乾隆元年（1736年），裁黔彭直隸廳並廢酉陽縣、石耶洞長官司、邑梅洞長官司、地壩副長官司，改置酉陽直隸州，隸四川省，領縣三：黔江縣、彭水縣、秀山縣。